# Xenaspis polistiformis
Xenaspis polistiformis är en tvåvingeart som beskrevs av Günther Enderlein 1924. Xenaspis polistiformis ingår i släktet Xenaspis och familjen bredmunsflugor. Inga underarter finns listade i Catalogue of Life.